# 整蛊专家
《整蠱專家》是1991年由王晶導演的香港電影，江道海擔任動作設計，劉德華、周星馳、關之琳和邱淑貞主演的喜劇片。本片是劉德華和周星馳繼《賭俠》後第二次合作，亦是目前最後一次合作演出的電影。香港票房3138万港币，位列年度华语片第五位。

## 劇情
古晶（周星馳飾）以收錢替人「戲弄他人」（整蠱）為業，常常把人整得魂飛魄散，自稱為「整蠱專家」。車文杰（人稱阿杰，劉德華飾）升任經理當天，在公司認識剛回國的程樂兒（關之琳飾），兩人感情迅速升溫，程樂兒表面上是小職員，其實是公司老闆程運濤（鮑漢琳飾）之女。這也引起程樂兒前男友金默基（李子雄飾）不滿，故找了整蠱專家古晶來對付車文杰。
古晶假冒成車親仁（老車，吳孟達飾）的私生子混入車家，取名為「車文晶」，人稱阿晶，也進入車文杰的公司上班，欲從中離間車文杰與程樂兒的感情。古晶故意惹事生非，讓車家父子在舞廳打群架，使程運濤以為他們車家是黑幫分子，之後又在電影院試圖讓車文杰出醜；不過兩次都失敗。古晶在這兩次的整人計劃之中，卻也與樂兒的閨密Banana（邱淑貞飾）譜出戀曲。
古晶最後在一次會議上，終於惡整公司非常重要的日本客戶，毀了一筆資金龐大的合約，使得程運濤一氣之下，將車文杰及古晶開除。古晶本來準備默默逃離車家，不過車文杰和車親仁卻很講情義地幫他慶祝生日，使得古晶對自己的行為感到愧疚，他決定再也不整這對父子。
後來Banana意外得知阿晶的真實身分，便力勸古晶和車家父子道歉，並設法平反車家父子的遭遇。車文杰之後了解自己被整，也得知古晶的真實身分，離開家後遇到程樂兒，又得知程樂兒原來是老闆女兒，認為身邊的人全都在騙他，憤而與樂兒大吵一架，失魂落魄，流落街頭。古晶正要開始反擊金默基，金默基卻找上「整蠱之霸」（程東飾）打算把車家父子趕盡殺絕。
程樂兒對車文杰極為失望，打算順著父命與金默基訂婚，古晶與車親仁最後終於幫找回車文杰信心，三人合力在金默基與程樂兒的訂婚宴會上擊倒「整蠱之霸」，車文杰也挽回了程樂兒。最後意外發現古晶真的是車親仁的私生子...

### 地域差異
誠實豆沙包（實為谎言豆沙包）情节中的配音有改动：
我係古晶，六歲出嚟擦鞋幫補家計，八歲賣血幫阿媽醫病，十歲考會考攞九優一良，十五歲攞十大傑出青年。我覺得自己好靚仔，葉子楣亦都好賢良淑德，陳百祥係世界上最叻嘅人，袁木好誠實，李鵬係我哋最偉大嘅領袖！——粵語原版
我叫胡真，六歲出來擦鞋貼補家計，八歲賣血救老母，十歲大專聯考得第一，十五歲得十大傑出青年獎。我覺得自己高大英俊，葉子楣是個賢妻良母，兩百塊最聰明，戈巴契夫頭髮最長，海珊總統最不愛打仗！——中文配音版
- 在台灣版中的情節，多了一段古晶與老車嘗試整金默基同時激勵流浪街頭的車文杰卻失敗的劇情：

古晶串通Banana約金默基到新公園與假客戶Martin見面，實則計劃雇用一肥婆將之纏住，古晶同時在街頭以潑尿和丟鈔票侮辱車文杰，並在關鍵時刻使車文杰看到肥婆與金默基在一起的「面目猙獰」之態，最後再由老車蒙面毆打車文杰，以激起其鬥志。然而實際進行時卻連連失敗，潑尿亂灑，丟鈔票改為丟銅板，金默基也閃過肥婆而安然無恙，最後準備毆打車文杰時，出現一幫陌生人痛毆車文杰，古晶這才發現是整蠱之霸從中破壞，車文杰最後以李小龍姿態重擊古晶的肚子，並自甘墮落逃走，關係更加惡化。古晶被重擊肚子之後吐出一隻死貓，就在古晶思考新計畫時，整蠱之霸出現，令手下以水管噴灑墨水，讓古晶大出洋相。
在大陸版與粵語版中省略了以上情節，直接跳到Banana說今晚訂婚開始。
- 大陸版與粵語版同時亦省略了有末段會場Banana捉弄大白鯊的一幕，及古晶等坐車混入會場時，聽見收音機廣播警方追捕紅髮劫匪新聞的一幕。

- 台灣版的整人武器畫面，沒有出現武器名稱的手寫字幕。

- 「車文晶私家位/亂坐殺佢全家」字條改成了「車文晶專用座位/亂坐殺光全家」

- 另外劇中出現的「整蠱專家」門、「整蠱之霸」匾額、「無敵整蠱箱」字樣，也都將「蠱」改成「人」字。

- 有關故事一開始時候古晶使用厠所陷阱整某顧客時騙他說解除廁所陷阱的主開關是元朗，台灣版是伊拉克。

## 演員表
| 演员   | 角色         | 介紹                                                                                | 粵語配音 |
| 周星馳 | 古晶、車文晶 | 整蠱專家 車亲仁之私生子 車文杰之同父異母之弟兼歡喜冤家 Banana之歡喜冤家，後為其男友 | 周星馳   |
| 劉德華 | 車文杰       | 車親仁之子 古晶同父異母之兄 程樂兒之男友 程運濤之女婿                               | 劉德華   |
| 吳孟達 | 車親仁       | 車文杰、古晶之父                                                                    | 吳孟達   |
| 關之琳 | 程樂兒       | Banana之好友 車文杰之女友                                                           | 沈小蘭   |
| 邱淑貞 | Banana       | 古晶之女友 程樂兒之好友                                                             | 何錦華   |
| 李子雄 | 金默基       | 車文杰之情敵兼天敵                                                                  | 陳欣     |
| 鮑漢琳 | 程運濤       | 富商 程樂兒之父 賞識車文杰，後為其岳父                                              | 賈鳳悟   |
| 程東   | 整蠱之霸     | 古晶之敵人                                                                          | 馮志輝   |
| 王晶   | 沙漠超       | 人事部經理                                                                          | 陳永信   |
| 陳曼娜 | 車親仁舊情人 | 車親仁之舊情人                                                                      |          |
| 魯芬   | 大白鯊       | 程運濤所屬公司之員工                                                                | 黃鳳英   |
| 成奎安 | 朱先生       | 古晶之客户，實為被整之對象                                                            | 陳永信   |
| 余慕蓮 | 朱太太       | 朱先生之妻 委托古晶 整其丈夫                                                          | 曾秀清   |
| 曹查理 | 藥店店員     | 將春藥「淫賤不能移」賣給古晶的店員                                                  | 盧雄     |
| 顏麗如 | 搜身女警     | 假扮女警對車文杰搜身，實為一位妓女                                                  |          |
| 龍彪   | 光頭王       | 舞廳狂歡者和黑社會，被整之對象                                                        |          |
|        | 光頭王女朋友 | 光頭王女朋友                                                                        | 黃鳳英   |
| 江道海 | 吉村先生     | 程運濤所屬公司之日本客户，被整之對象                                                  | 陳永信   |